# Olmedo de Camaces
Olmedo de Camaces település Spanyolországban, Salamanca tartományban. Olmedo de Camaces Bañobárez, San Felices de los Gallegos, Lumbrales, Bermellar, Cerralbo, Bogajo, Fuenteliante, Villavieja de Yeltes, Retortillo és Sancti-Spíritus községekkel határos. Lakosainak száma 94 fő (2024).

## Népesség
A település népessége az elmúlt években az alábbi módon változott:
| Lakosok száma | 168  | 144  | 150  | 137  | 134  | 126  | 106  | 112  | 100  | 94   |
|               | 2001 | 2004 | 2007 | 2009 | 2012 | 2014 | 2017 | 2019 | 2022 | 2024 |